# Heliomaster
Heliomaster és un gènere d'ocells de la subfamília dels troquilins (Trochilinae) dins la família dels troquílids (Trochilidae).

## Taxonomia
Segons la Classificació del Congrés Ornitològic Internacional (versió 14.1, 2024) aquest gènere està format per 4 espècies:
- colibrí de Constant (Heliomaster constantii).
- colibrí de plomall blau (Heliomaster furcifer).
- colibrí becllarg (Heliomaster longirostris).
- colibrí escatós (Heliomaster squamosus).